# La Bisbal de Montsant
La Bisbal de Montsant (bis 2024 La Bisbal de Falset) ist eine Gemeinde im Süden Kataloniens mit 208 Einwohnern (Stand: 2024) und liegt in der Provinz Tarragona und der Comarca Priorat. 

## Lage
La Bisbal de Montsant liegt etwa 51 Kilometer westnordwestlich von Tarragona in einer Höhe von ca. 370 m. 

## Bevölkerungsentwicklung
| Jahr      | 1970 | 1981 | 1991 | 2001 | 2011 | 2021 |
| Einwohner | 445  | 323  | 266  | 252  | 225  | 218  |

## Sehenswürdigkeiten

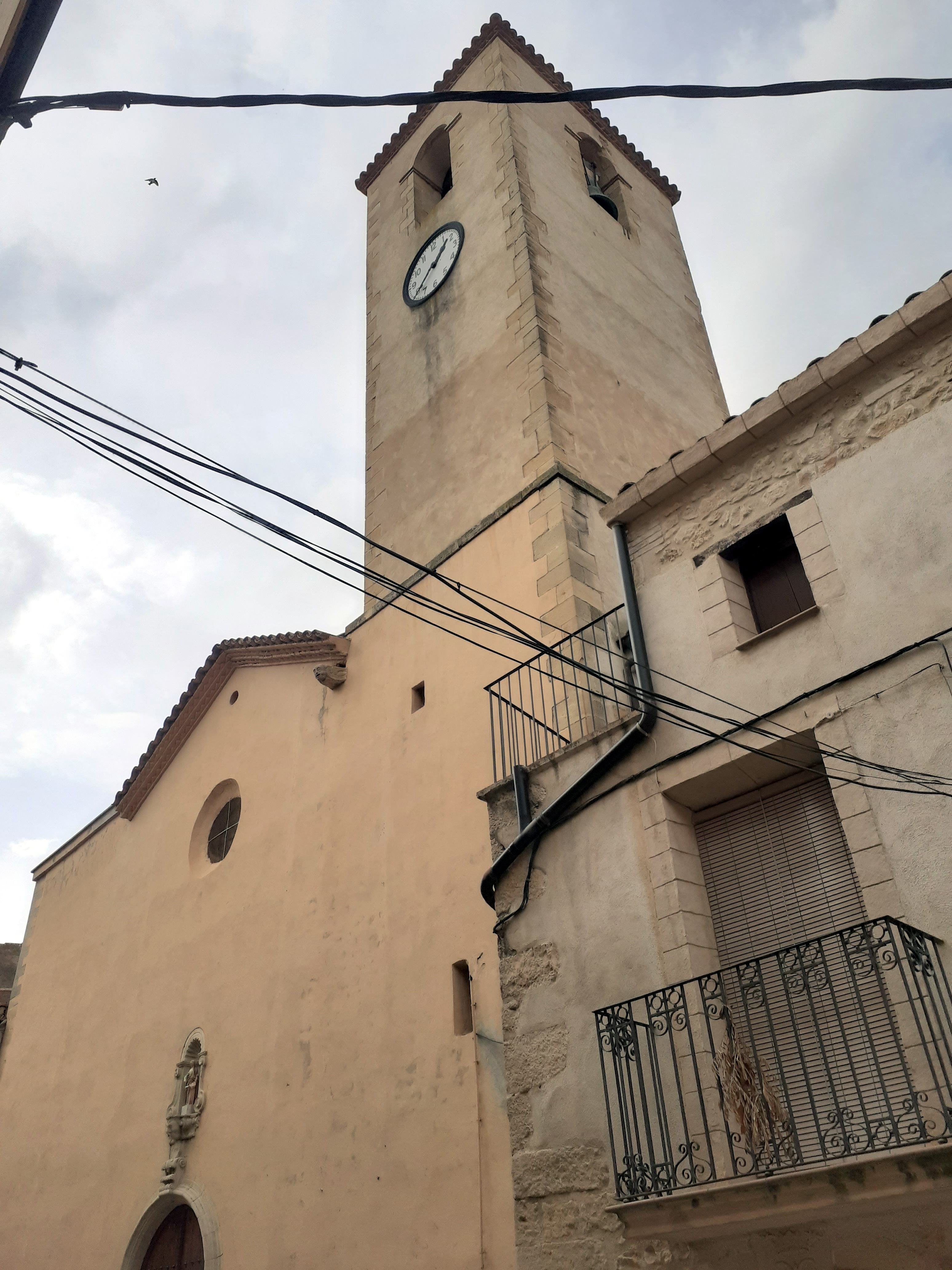
Kirche Mariä Geburt

- Kirche Mariä Geburt